# August Mazur
August Mazur (* 1891; † unbekannt) war ein deutscher Vertriebenenfunktionär.

## Werdegang
Mazur stammte aus Schlesien und kam nach dem Zweiten Weltkrieg infolge Vertreibung nach Schwabach, wo er als Dachdeckermeister arbeitete. Dort gründete er zur Sammlung der Vertriebenen aus Neisse den Neisser Kultur- und Heimatbund und wurde dessen erster Bundesvorsitzender. 
Er war Herausgeber des Neisser Heimatblattes und gründete 1950 in Schwabach das Neisser Heimatmuseum, das sich seit 1963 in Hildesheim befindet.

## Ehrungen
- 1957: Verdienstkreuz am Bande der Bundesrepublik Deutschland